# Chris Chibnall
Christopher Antony Chibnall, född 21 mars 1970, är en engelsk manusförfattare och producent. Han är mest känd för att vara skaparen bakom den prisbelönta kriminaldramaserien Broadchurch och som showrunner för BBCs sci-fi TV-serie Doctor Who. Han var showrunner för serien från 2018 till 2022 och hade innan dess skrivit fem avsnitt av serien. Han var även huvudskribent för de två första säsongerna av Doctor Who-spinoffen Torchwood.